# Igreja Evangélica Luterana na Tanzânia
A Igreja Evangélica Luterana na Tanzânia (em inglês:  Evangelical Lutheran Church in Tanzania)(ELCT) é a federação de igrejas Luteranas na Tanzânia e uma das maiores maiores denominações Luteranas no mundo com mais de 6 milhões de membros.
Em 1938, sete igrejas luteranas fundaram uma federação conhecida como a Federação de Igrejas Luteranas em Tanganica. Em 19 de junho de 1963, as igrejas fundiram-se para se tornar uma única igreja conhecida como a Igreja Evangélica Luterana na Tanzânia.
A igreja é liderada por um bispo presidente vinte e cinco bispos diocesanos, representando 25 dioceses, e tem uma adesão de mais de 6,5 milhões. A sede da Igreja está em Arusha, onde ela possuiu o New Safari Hotel desde 1967. A igreja é afiliada com a Conferência das Igrejas de Toda a África (AACC), e o Conselho Cristão da Tanzânia, o Fórum Luterano Confessional e Missional Global, e a Federação Luterana Mundial.
O ELCT é uma organização que alcança o povo da Tanzânia oferecendo oportunidades de adoração, educação Cristã, e numerosos serviços sociais.

## Divisões
- Educação (Secundária e Universitária)
- Finanças e Administração
- Saúde e Assistência Médica (21 hospitais e muitos dispensários)
- Missão e Evangelismo
- Planejamento e Desenvolvimento
- Serviços Sociais e Trabalho Feminino

## Dioceses
| - Diocese Central - Diocese de Dodoma - Diocese do Leste do Lago Victoria - Diocese Oriental e Costeira - Diocese de Iringa - Diocese de Karagwe - Diocese de Konde - Diocese do Lago Tanganica - Diocese da Região de Mara - Diocese de Mbulu - Diocese de Meru - Diocese de Morogoro - Diocese de Mwanga | - Diocese do Norte - Diocese Norte-Central - Diocese do Nordeste - Diocese do Noroeste - Pare Diocese - Diocese de Ruvuma - Diocese do Sul - Diocese Sul-Central - Diocese do Sudeste do Lago Victoria - Diocese do Sudeste - Diocese do Sudoeste - Ulanga Kilombero |

## Relações com outras igrejas
A Igreja Evangélica Luterana na Tanzânia rompeu a comunhão com a Igreja Evangélica Luterana na América, por causa de seu apoio ao clero homossexual não-celibatário e uniões do mesmo sexo. A ELCT decidiu estabelecer um relacionamento com a Igreja Luterana Norte Americana, e ambas as igrejas aprovaram um "Memorando de Entendimento" na convocação realizada em agosto de 2013, abrindo caminho para a plena comunhão entre as duas igrejas.